# Диоксихлорид ниобия(V)
Диоксихлорид ниобия(V) — неорганическое соединение, оксосоль металла ниобия и соляной кислоты с формулой NbO2Cl, 
коричневые кристаллы.

## Получение
- Гидролиз окситрихлорида ниобия(V):

{\displaystyle {\mathsf {NbOCl_{3}+H_{2}O\ {\xrightarrow {}}\ NbO_{2}Cl+2HCl}}}
- Действие газообразного хлористого водорода на оксид ниобия(V):

{\displaystyle {\mathsf {Nb_{2}O_{5}+2HCl\ {\xrightarrow {700^{o}C}}\ 2NbO_{2}Cl+H_{2}O}}}

## Физические свойства
Диоксихлорид ниобия(V) образует коричневые кристаллы.